# Rossův šelfový ledovec

Antarktida
Rossův šelfový ledovec
Filchnerův–Ronneové šelfový ledovec

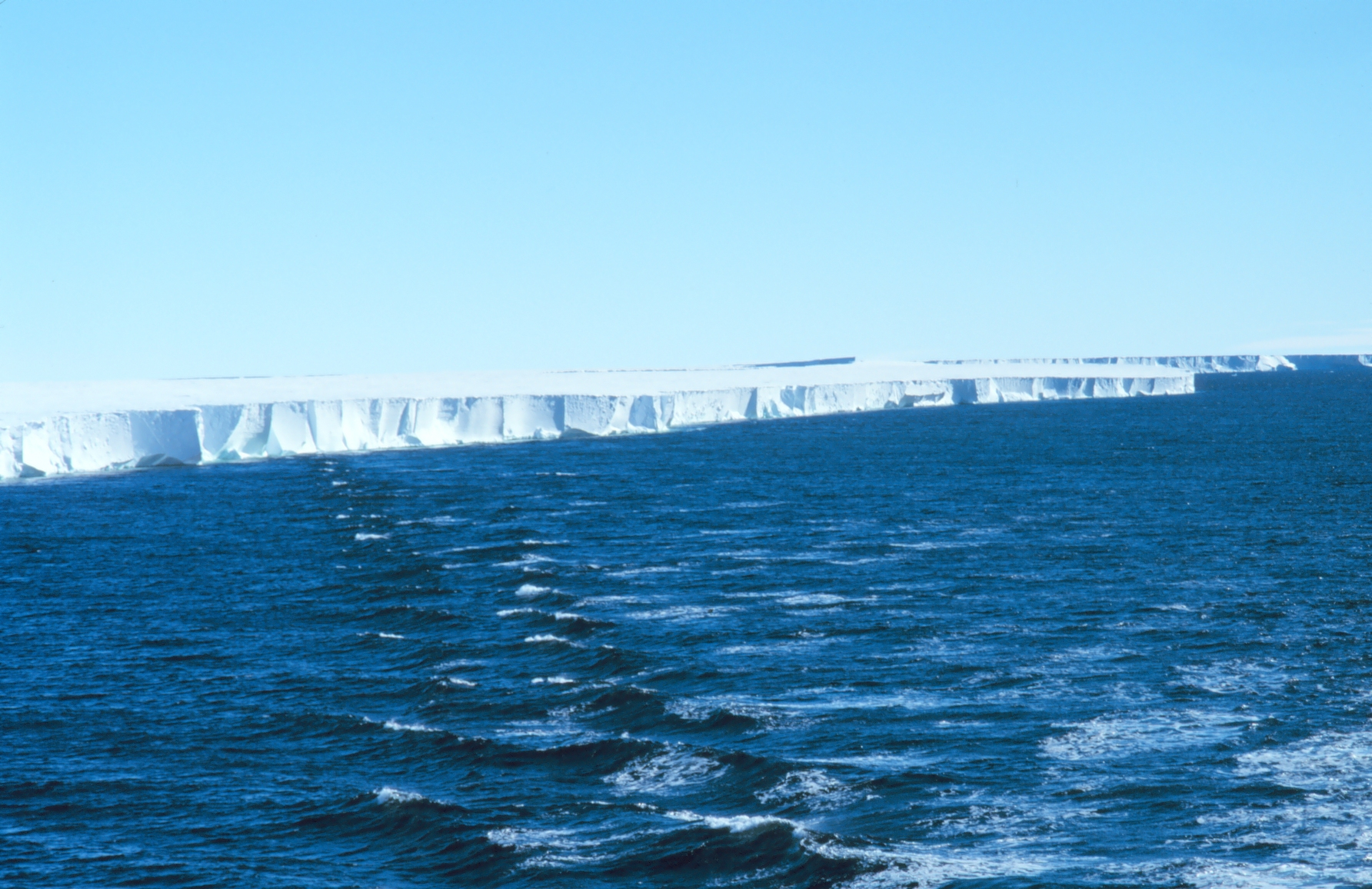
Hrana Rossova šelfového ledovce (rok 1997)

Rossův šelfový ledovec (jeho čelo je nazýváno Velká ledová bariéra) je se zhruba 487 000 čtverečními kilometry největším šelfovým ledovcem Antarktidy (pro srovnání, je rozlehlý asi jako Turkmenistán).

## Historie a název
Šelfový ledovec byl pojmenován podle britského kapitána Jamese Clarka Rosse, který jej objevil 28. ledna 1841 během své průzkumné výpravy. Kapitán Ross ho původně pojmenoval po královně Viktorii.

## Geografická charakteristika
Oblast šelfu se nachází přibližně mezi 77. až 85. stupněm jižní šířky a 160. stupněm východní až 155. stupněm západní délky. Z větší části se nachází v oblasti Rossovy dependence, kterou považuje za své území Nový Zéland. Mocnost šelfového ledovce dosahuje až několika stovek metrů. Na severu hraničí šelfový ledovec s oceánem 15 až 90 metrů vysokou téměř kolmou stěnou, přičemž 8/9 plovoucího ledu je skryto pod hladinou.